# Fireworks (фільм, 2017)
Fireworks (яп. 打ち上げ花火、下から見るか? 横から見るか?, Утіаґе Ханабі, Сіта кара Міру ка? Йоко кара Міру ка?), також відомий як «Звідки краще видно феєрверк?» — японський анімаційний романтичний фільм 2017 року, заснований на однойменному телевізійному фільмі Івая Сюндзі. Він отримав змішані відгуки від критиків, які хвалили музику та анімацію, але критикували розповідь і характер. Це шостий найкасовіший аніме-фільм 2017 року, усього було зібрано понад 26 мільйонів доларів у всьому світі. Його також ліцензували Madman Entertainment, Anime Limited і GKIDS.

## Сюжет
Дія відбувається в Японії, невеликому містечку Мосімо. Сюжет починається з групи підлітків: Сімади Норіміті та його друзів Юсуке, Міури та Дзюніті, які домагаються своєї вчительки та обговорюють привабливість таємничої однокласниці Оікави Надзуни, яка має зі своїми батьками переїхати до іншого міста.
Норіміті та Юсуке повинні чистити басейн після школи і там випадково зустрічають Надзуну. Та заграє з хлопчиками і пропонує влаштувати забіг з плавання, а ті, хто програв, повинні виконувати бажання переможця. Надзуна перемагає та просить Юсуке, який прийшов другим, піти разом із нею на фестиваль з феєрверками. Юсуке вирішує обдурити Надзуну та не прийти на зустріч. Норіміті дізнається, що дівчина хотіла в цей день втекти з міста і стає свідком того, як батьки хапають і забирають її при глузливому свідченні Юсуке та його друзів. Це розлючує головного героя, який жбурляє в Юсуке упущену Надзуною кульку, яка таємничим чином переносить Норіміті назад у часі.
Норіміті виявляється у часі змагального запливу з Юсуке та Надзуною і намагається фінішувати другим. У результаті Надзуна пропонує йому, а не Юсуке піти на фестиваль. Оскільки Норіміті єдиний знає найближче майбутнє, він намагається «врятувати» дівчину від батьків і відвозить її велосипедом до залізничної станції. Однак батьки наздоганяють Надзуну і знову відводять її. Норіміті вирушає з друзями дивитися на феєрверки; Юсуке, який бачив Норіміті з дівчиною, висловлює сильні ревнощі і зневагу до друга, оскільки хоче, щоб Надзуна була його подружкою. Норіміті потім знову активує таємничу кульку і вдруге потрапляє в минуле.
Норіміті виявляється в моменті, де батьки бачать Надзуну на залізничній станції і хочуть спіймати її, але хлопець застрибує з дівчиною в поїзд, який встигає виїхати. Здається, що цього разу результат подій має бути щасливим, проте поїзд наздоганяє машина батьків Надзуни та Юсуке з друзями у пориві ревнощів, які виявили парочку у вагоні. Герої вибігають на наступній станції і добігають до маяка, проте Юсуке, який наздогнав їх, у пориві гніву стикає Надзуну та Норіміті у воду, «скляна кулька» знову запускається і переносить головного героя в минуле.
Норіміті виявляється в моменті, де він із Надзуною нещодавно забіг у вагон і валить дівчину на підлогу із собою, щоб ані батьки Надзуни, ані його друзі не помітили їх у вагоні. Потяг з якоїсь причини змінює напрямок прямо до маяка, а Норіміті намагається зізнатися, що кілька разів переміщався в часі і вже тричі рятував Надзуну, дівчина повірила йому. Наприкінці історії герої стоять на маяку та дивляться на феєрверки, але випадковий рибалка ламає «скляну кульку», яка показує героям усі можливі наслідки майбутнього. Надзуна та Норіміті цілуються, потім дівчина зникає.

## Актори
| Персонаж                                         |                  |
| Персонаж                                         | Сейю             |
| ------------------------------------------------ | ---------------- |
| Оікава Надзуна (яп. 及川 なずな, Оікава Надзуна) | Хіросе Судзу     |
| Сімада Норіміті (яп. 島田 典道, Сімада Норіміті) | Суда Масакі      |
| Адзумі Юсуке (яп. 安曇 祐介, Адзумі Юсуке)       | Міяно Мамору     |
| Мати Надзуни                                     | Мацу Такако      |
| Міура                                            | Ханадзава Кана   |
| Дзюніті                                          | Асанума Сінтаро  |
| Кадзухіро                                        | Тойонаґа Тосіюкі |

## Виробництво
7 грудня 2016 року було оголошено про вихід фільму в серпні 2017 року. Оне Хітосі додав сучасні елементи фільму. Також були оголошені акторський склад і знімальна група. 14 квітня 2017 року вийшов другий тизер-трейлер фільму. А 30-секундний трейлер було випущено в червні 2017 року. Головну пісню фільму «Uchiage Hanabi» виконують японські співаки Даоко та Йонедзу Кенсі. Кліп на цю пісню зібрав понад 500 мільйонів переглядів на YouTube і посідає 1050-е місце в списку найпопулярніших відео на YouTube.

## Реліз
Прем'єра фільму відбулася в Японії 18 серпня 2017 року та у Великій Британії 15 жовтня того ж року. У липні 2017 року він був розповсюджений у 110 країнах і регіонах. Edko Films Ltd випустила фільм у Гонконзі 31 жовтня 2017 р. Madman Entertainment випустила фільм 5 жовтня 2017 у Австралії. А у Великій Британії фільм вийшов 15 листопада того ж року. Madness Entertainment випустила фільм у Мексиці 16 лютого 2018 року. Прем’єра фільму від GKIDS у Сполучених Штатах відбулася 3 липня 2018 року, а широкий прокат відбувся 4 липня. Для реклами GKIDS випустила трейлер та кілька зображень 23 травня 2018 року.

## Касові збори
Фільм зібрав 170 мільйонів єн за 133 000 переглядів, 295 мільйонів єн за 220 000 переглядів за два дні і загалом 460 мільйонів єн (4,2 мільйона доларів США) протягом трьох днів після прем’єри в 296 кінотеатрах, зайнявши третє місце. Фільм посів четверте місце під час другого вікенду. У третій вікенд він залишився на 4-му місці, і зібрав 104 мільйони єн за 78 000 відвідувань і заробив загалом 1,1 мільярда єн. Фільм зібрав у Японії 1,59 мільярда єн (14 175 401 доларів США). Він зібрав 26 мільйонів доларів у всьому світі станом на 3 грудня 2017 року, включаючи 10,7 мільйонів доларів у Китаї, Сінгапурі, Малайзії та Сполученому Королівстві та 15,3 мільйонів доларів на інших територіях, включаючи Японію. Fireworks зібрав 11 943 229 доларів в Китаї, 525 280 в Північній Америці, 46 664 в Таїланді та Болівії, 191 137 в Південній Кореї та 91 155 в Іспанії та Великій Британії, що становить загалом 28 097 465 доларів США.

## Критика
На сайті-агрегаторі рецензій Rotten Tomatoes, Firrworks отримав 43% схвалення критиків із середньою оцінкою в 4.9/10 на основі 30 оглядів. Консенсус критиків говорить, що «Fireworks шукає іскри в амбітному поєднанні жанрів розповіді, але це аніме — помилкова спроба, яка ніколи по-справжньому не злетить». На сайті Metacritic, середня оцінка критиків склала 40 балів зі 100 можливих на основі 10 оглядів, що можна оцінювати, як «змішані та стримані відгуки». Ще до виходу Fireworks на закритих показах отримав захоплені відгуки японських критиків та журналістів. Співачка Уно Коремаса високо оцінила озвучення персонажів, зауваживши, що фільм «не схожий на роботу сценариста Іваї чи продюсера Оне Хітосі. Швидше, Fireworks більше нагадує аніме студії, що її створила — Shaft і її продюсера Кавамури Ґенкі»". Сценарист фільму Масуто Тацуя написав у Twitter, що «очікування, що оточують фільм були виправдані, і аніме могло б стати кращим, ніж оригінальна драма у прямому ефірі». Він також зазначив, що аніме більше, «ніж просто ремейк» та «90-хвилинний час оповідання порівняно з 50-хвилинним оригіналом допоміг додати безліч нових подробиць в історію».
Критики зійшлися на думці, що візуальна частина аніме стала її найсильнішою стороною. Кім Мориссі із сайту Anime News Network привласнив фільму оцінку «В», похваливши «чудовий музичний супровід та озвучування» і простий, але «емоційно переконливий сюжет», проте розкритикувала виробничі цінності фільму та візуальну складову, помітивши, що вони ніяк не доповнюють фільм, окрім того, що він був зроблений студією Shaft. Марк Шилінг із Japan Times дав фільму рейтинг 3½ із 5 зірок і високо оцінив «щиросердну любовну історію». Марк завершив свій огляд, написавши, що «Fireworks прибиває його знову і знову - або, можливо, це був тільки я повертався до давніх мрій про ідеальну дівчину, яка пильно дивиться в мою душу, але назавжди недоступною». Шерелін Конеллі із сайту The Village Voice назвала Fireworks бляклою копією аніме-фільму «Твоє ім'я».

## Нагороди
| Рік  | Назва                          | Категорія                        | Підсумок  | Прим.  |
| ---- | ------------------------------ | -------------------------------- | --------- | ------ |
| 2017 | 41 Премія Японської академії   | Найкращий анімаційний фільм року | Номінація | [ 38 ] |
| 2019 | Третя Crunchyroll Anime Awards | Найкращий фільм                  | Номінація | [ 39 ] |

## Зовнішні посилання
- Офіційний сайт (яп.)
- Australia and New Zealand official website
- United Kingdom and Ireland official website
- United States and Canada official website
- Fireworks у енциклопедії Anime News Network
- Fireworks на сайті IMDb (англ.)
- Fireworks на сайті Metacritic (англ.)
- Fireworks на сайті Rotten Tomatoes (англ.)
- Fireworks (Premiere Event) на сайті Rotten Tomatoes (англ.)
- Fireworks (фільм, 2017) на сайті Box Office Mojo (англ.)